# Lavaux AOC

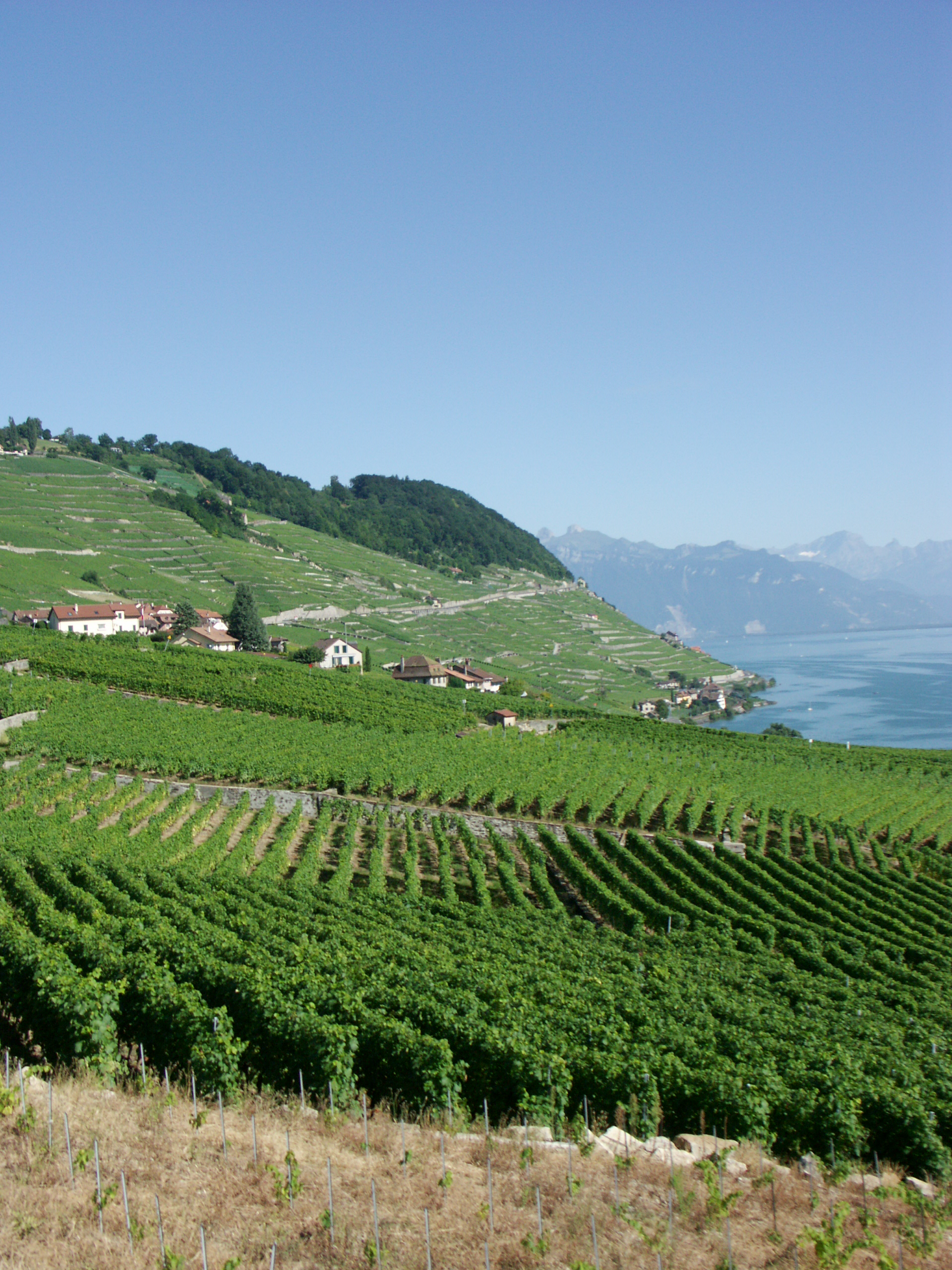
位于Lavaux（拉沃）地区萊芒湖畔的葡萄园.

Lavaux AOC意指红酒的appellation d'origine contrôlée（原产地品名质检），符合瑞士酒类和食品原产地名质检协会标准，并确保从原材料生产到成品加工的所有酿造流程均在Lavaux（拉沃葡萄园梯田）地区。

## 命名区域
葡萄种植园面积为921公顷，沿萊芒湖畔贯穿Lausanne（洛桑）至Veytaux（维托）40公里区域，途径Lutry（吕特里）, Villette, Grandvaux, Cully, Riex, Épesses, Chexbres, Rivaz和Saint-Saphorin。

## 历史

### 古代文化
毋庸置疑，拉沃地区拥有葡萄园。因为到目前为止，我们发现了许多罗马时期葡萄种植遗迹，以及用拉丁文书写的红酒碑铭。.

### 中世纪

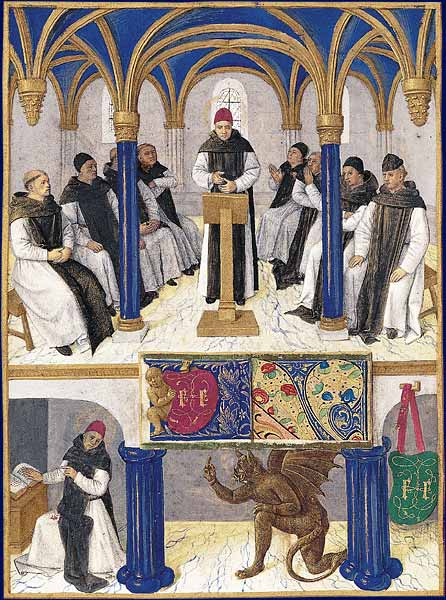
西多修道会的8名修道士在聆听圣伯纳特的教诲.

据有记载的历史证明，葡萄园文化始于9世纪。在12世纪，很多大教会从洛桑主教手中接收了土地。尤其是Hauterive（1138）修道院、Hautcrêt（1141）修道院和Montheron（1142）修道院，这些修道院引入了梯田文化并修建了道路，用于输出红酒。在16世纪，根据梯田的大小，修道院开始将一些面积较大的葡萄园租赁给租户。一份1331年的资料中描述，这些梯田宽10米-15米，圈有5米-6米高的围墙。在1391年，合同中规定了葡萄园主对这些梯田的维修义务。

### 19世纪
1886年，拉沃地区遭遇了来自北美地区根瘤蚜的破坏。为了除去这种病害，葡萄园主改变了种植方法，尤其是使用直线新嫁接替代混合种植，以便进入葡萄园进行化学治疗

## 葡萄品种

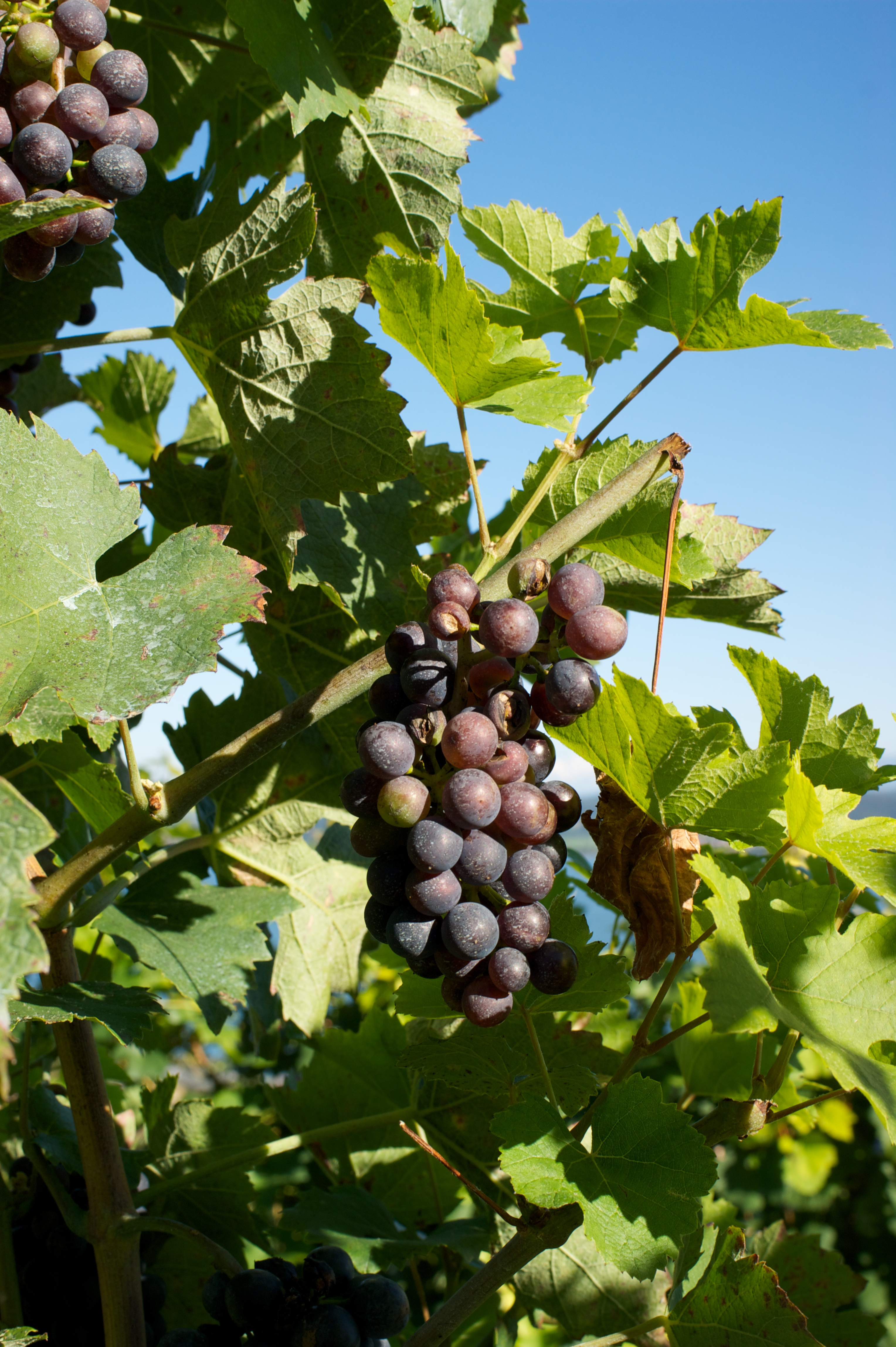
Garanoir葡萄的总状花序

- 白葡萄品种：chasselas沙斯拉、chardonnay雪当利、pinot blanc白皮诺、pinot gris灰皮诺、gewurztraminer琼瑶浆、doral。

- 红葡萄品种：gamay佳美、pinot noir黑皮诺、gamaret白比诺、garanoir、plunt Robert、merlot梅鹿辄、mondeuse梦杜斯、syrah西拉、cabernet sauvignon赤霞珠、servagnin。高端葡萄酒一般使用garanoir品种和gamaret品种。

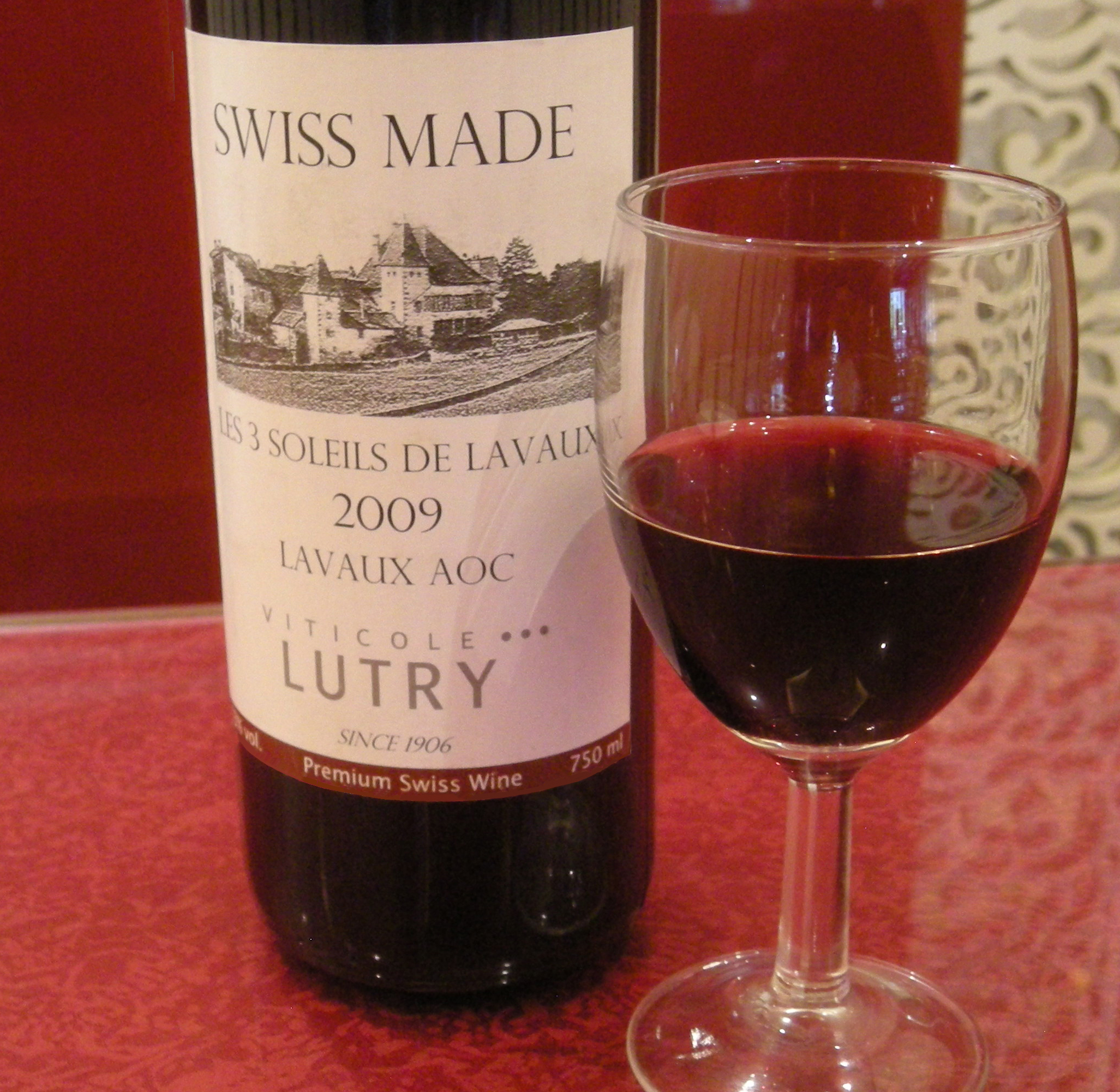
Lavaux AOC的瓶装红酒，混合了Gamaret和Garanoir品种的葡萄.

## 联合国教科文组织（UNESCO）
拉沃是沃州著名的葡萄种植区，以日内瓦湖上的梯田葡萄园而闻名。在2007年6月28日，拉沃地区被联合国教科文组织列为世界人类遗产。

## 资料来源
- UNESCO联合国教科文组织网站刊登的拉沃历史 （页面存档备份，存于）
- 瑞士酒类和食品原产地名质检协会网站Site de l'association Suisse des AOC-IGP
- Vaudois红酒官网Office des Vins Vaudois （页面存档备份，存于）

## 备注和参考
1. 1 2 3  联合国教科文组织网站刊登的拉沃历史： （页面存档备份，存于）